# Шенкель, Барбара
Ба́рбара Ше́нкель (нем. Barbara Schenkel) — швейцарская кёрлингистка.

## Достижения
- Чемпионат Швейцарии по кёрлингу среди женщин: золото (1996).

## Команды
| Сезон   | Четвёртый      | Третий         | Второй       | Первый        | Запасной        | Турниры                      |
| ------- | -------------- | -------------- | ------------ | ------------- | --------------- | ---------------------------- |
| 1995—96 | Каролина Грусс | Коринн Аннелер | Сильви Мейло | Сахель Райзер | Барбара Шенкель | ЧШЖ 1996 · ЧМ 1996 (7 место) |

(скипы выделены полужирным шрифтом)